# Anoura geoffroyi
Anoura geoffroyi — вид родини листконосові (Phyllostomidae), ссавець ряду лиликоподібні (Vespertilioniformes, seu Chiroptera).

## Середовище проживання
Країни поширення: Болівія, Бразилія, Колумбія, Коста-Рика, Еквадор, Сальвадор, Французька Гвіана, Гренада, Гватемала, Гаяна, Гондурас, Мексика, Нікарагуа, Панама, Перу, Суринам, Тринідад і Тобаго, Венесуела. Значною мірою пов'язаний з потоками в тропічних вічнозелених лісах. Знаходиться в низинних дощових лісах, листяних лісах, садах і плантаціях.

## Звички
Харчується нектаром, фруктами, і пилком, і може відвідувати квіти в першу чергу для отримання комах. Лаштує сідала невеликими групами в печерах, тунелях або дуплах дерев. Один пік пологів відбуваються щороку, в кінці сезону дощів.  

## Загрози та охорона
Ніяких серйозних загроз. Печерний видобуток копалин і туризм можуть бути загрозами. Є втрата середовища існування в Мексиці.  Зустрічається в багатьох природоохоронних територіях по всьому ареалу.